# محمد علي نمازي
محمد علي نمازي هو سياسي مصري من أصل إيراني. شغل منصب وزير المواصلات في حكومة حسين سري من 3 نوفمبر 1949 إلى 12 يناير 1950، ومنصب وزير العدل في وزارة علي ماهر الثالثة من 27 يناير إلى 1 مارس 1952. حصل على رتبة الباشوية في 22 مايو 1949.
كان (مع فؤاد عمون ووحيد رأفت) واحدًا من ثلاثة خبراء تكونت منهم اللجنة التي شكلها مجلس جامعة الدول العربية في 13 أبريل 1950 لإنشاء جهاز قضائي لتسوية المنازعات العربية (محكمة عدل دولية عربية)، غير أن هذا المشروع لم ير النور حتى اليوم.